# Relations entre Saint-Marin et l'Union européenne
Les relations entre Saint-Marin et l'Union européenne ont commencé en février 1983.

## Accords en vigueur
Saint-Marin n'est pas partie aux accords de Schengen, mais sa frontière avec l'Union est ouverte (bien que des contrôles aléatoires aient lieu) et le pays fait partie de l'union douanière de l'Union européenne,.
Par un accord monétaire, Saint-Marin utilise l'euro comme seule monnaie (l’État utilisait auparavant la lire de Saint-Marin dont le cours était fixé à la lire italienne) et est autorisé à frapper un nombre limité de pièces avec un dessin propre.

## Adhésion

### La question de l'adhésion
En novembre 2012, une évaluation du Conseil de l'Union européenne sur les relations de l'Union avec les micro-États européens est publiée [évasif].

### Référendum sur l'ouverture d'une procédure d'adhésion
Un référendums est organisé à Saint-Marin le 20 octobre 2013. Celui-ci porte sur deux questions : l'ouverture d'une procédure d'adhésion de Saint-Marin à l'Union européenne et la mise en place de mesures économiques permettant l'indexation des salaires sur l'évolution de l'inflation.
Le taux de participation est de 43,38 % sur la question européenne et 50,28 % des votants ont répondu favorablement à la question posée, mais le vote n'est pas validé car les votants ne représentent pas 32 % des inscrits.

## Sources

## Compléments